# Formule 1 in 1970
Het Formule 1-seizoen 1970 was het 21ste FIA Formula One World Championship seizoen. Het begon op 7 maart en eindigde op 25 oktober na dertien races.
Jochen Rindt werd de eerste en enige postume wereldkampioen in de geschiedenis van de Formule 1. Hij verongelukte tijdens de training voor de Grand Prix van Italië.

Goodyear introduceerde slicks dit seizoen.

## Kalender
| GP nr. | Ronde | Grand Prix                 | Circuit                          | Plaats                     | Datum        |
| ------ | ----- | -------------------------- | -------------------------------- | -------------------------- | ------------ |
| 185    | 1     | GP van Zuid-Afrika         | Kyalami Grand Prix Circuit       | Midrand                    | 7 maart      |
| 186    | 2     | GP van Spanje              | Circuito Permanente del Jarama   | San Sebastián de los Reyes | 19 april     |
| 187    | 3     | GP van Monaco              | Circuit de Monaco                | Monte Carlo                | 10 mei       |
| 188    | 4     | GP van België              | Circuit de Spa-Francorchamps     | Stavelot                   | 7 juni       |
| 189    | 5     | GP van Nederland           | Circuit Park Zandvoort           | Zandvoort                  | 21 juni      |
| 190    | 6     | GP van Frankrijk           | Circuit de Charade               | Clermont-Ferrand           | 5 juli       |
| 191    | 7     | GP van Groot-Brittannië    | Brands Hatch                     | West Kingsdown             | 18 juli      |
| 192    | 8     | GP van Duitsland           | Hockenheimring Baden-Württemberg | Hockenheim                 | 2 augustus   |
| 193    | 9     | GP van Oostenrijk          | Österreichring                   | Spielberg                  | 16 augustus  |
| 194    | 10    | GP van Italië              | Autodromo Nazionale Monza        | Monza                      | 6 september  |
| 195    | 11    | GP van Canada              | Circuit Mont-Tremblant           | Mont-Tremblant (Quebec)    | 20 september |
| 196    | 12    | GP van de Verenigde Staten | Watkins Glen International       | Watkins Glen (New York)    | 4 oktober    |
| 197    | 13    | GP van Mexico              | Magdalena Mixhuca Circuit        | Mexico-Stad                | 25 oktober   |

Opmerking: De Grand Prix van Duitsland zou oorspronkelijk op de Nürburgring Nordschleife in Nürburg verreden worden maar de coureurs weigerden daar te racen als er geen extra veiligheidsmaatregelen werden genomen. Deze eis van de coureurs werd niet ingewilligd en daarom werd de Grand Prix op de Hockenheimring verreden.

## Resultaten en klassement

### Grands Prix
| Ronde | Grand Prix                 | Poleposition   | Snelste ronde             | Winnende coureur   | Winnende constructeur | Banden | Verslag |
| ----- | -------------------------- | -------------- | ------------------------- | ------------------ | --------------------- | ------ | ------- |
| 1     | GP van Zuid-Afrika         | Jackie Stewart | Jack Brabham John Surtees | Jack Brabham       | Brabham-Ford          | G      | Verslag |
| 2     | GP van Spanje              | Jack Brabham   | Jack Brabham              | Jackie Stewart     | March-Ford            | D      | Verslag |
| 3     | GP van Monaco              | Jackie Stewart | Jochen Rindt              | Jochen Rindt       | Lotus-Ford            | F      | Verslag |
| 4     | GP van België              | Jackie Stewart | Chris Amon                | Pedro Rodríguez    | BRM                   | D      | Verslag |
| 5     | GP van Nederland           | Jochen Rindt   | Jacky Ickx                | Jochen Rindt       | Lotus-Ford            | F      | Verslag |
| 6     | GP van Frankrijk           | Jacky Ickx     | Jack Brabham              | Jochen Rindt       | Lotus-Ford            | F      | Verslag |
| 7     | GP van Groot-Brittannië    | Jochen Rindt   | Jack Brabham              | Jochen Rindt       | Lotus-Ford            | F      | Verslag |
| 8     | GP van Duitsland           | Jacky Ickx     | Jacky Ickx                | Jochen Rindt       | Lotus-Ford            | F      | Verslag |
| 9     | GP van Oostenrijk          | Jochen Rindt   | Jacky Ickx Clay Regazzoni | Jacky Ickx         | Ferrari               | F      | Verslag |
| 10    | GP van Italië              | Jacky Ickx     | Clay Regazzoni            | Clay Regazzoni     | Ferrari               | F      | Verslag |
| 11    | GP van Canada              | Jackie Stewart | Clay Regazzoni            | Jacky Ickx         | Ferrari               | F      | Verslag |
| 12    | GP van de Verenigde Staten | Jacky Ickx     | Jacky Ickx                | Emerson Fittipaldi | Lotus-Ford            | F      | Verslag |
| 13    | GP van Mexico              | Clay Regazzoni | Jacky Ickx                | Jacky Ickx         | Ferrari               | F      | Verslag |

### Puntentelling
Punten worden toegekend aan de top zes geklasseerde coureurs. 
| Positie | 01e0 | 02e0 | 03e0 | 04e0 | 05e0 | 06e0 |
| Punten  | 9    | 6    | 4    | 3    | 2    | 1    |

### Klassement bij de coureurs
De zes beste resultaten van de eerste zeven wedstrijden en de vijf beste resultaten van de zes laatste wedstrijden tellen mee voor de eindstand.
| Pos. | Coureur              | ZAF  | SPA    | MON  | BEL  | NED | FRA  | GBR | DUI  | OOS  | ITA  | CAN  | VST  | MEX | Punten |
| ---- | -------------------- | ---- | ------ | ---- | ---- | --- | ---- | --- | ---- | ---- | ---- | ---- | ---- | --- | ------ |
| 1    | Jochen Rindt         | 13   | DNF    | 1S   | DNF  | 1P  | 1    | 1P  | 1    | DNFP | DNS  |      |      |     | 45     |
| 2    | Jacky Ickx           | DNF  | DNF    | DNF  | 8    | 3S  | DNFP | DNF | 2PS0 | 1S   | DNFP | 1    | 4PS0 | 1S  | 40     |
| 3    | Clay Regazzoni       |      |        |      |      | 4   |      | 4   | DNF  | 2S   | 1S   | 2S   | 13   | 2P  | 33     |
| 4    | Denny Hulme          | 2    | DNF    | 4    |      |     | 4    | 3   | 3    | DNF  | 4    | DNF  | 7    | 3   | 27     |
| 5    | Jackie Stewart       | 3P   | 1      | DNFP | DNFP | 2   | 9    | DNF | DNF  | DNF  | 2    | DNFP | DNF  | DNF | 25     |
| 6    | Jack Brabham         | 1S   | DNFPS0 | 2    | DNF  | 11  | 3S   | 2S  | DNF  | 13   | DNF  | DNF  | 10   | DNF | 25     |
| 7    | Pedro Rodríguez      | 9    | DNF    | 6    | 1    | 10  | DNF  | DNF | DNF  | 4    | DNF  | 4    | 2    | 6   | 23     |
| 8    | Chris Amon           | DNF  | DNF    | DNF  | 2S   | DNF | 2    | 5   | DNF  | 8    | 7    | 3    | 5    | 4   | 23     |
| 9    | Jean-Pierre Beltoise | 4    | DNF    | DNF  | 3    | 5   | 13   | DNF | DNF  | 6    | 3    | 8    | DNF  | 5   | 16     |
| 10   | Emerson Fittipaldi   |      |        |      |      |     |      | 8   | 4    | 15   | DNF  |      | 1    | DNF | 12     |
| 11   | Rolf Stommelen       | DNF  | DNF    | DNQ  | 5    | DNQ | 7    |     | 5    | 3    | 5    | DNF  | 12   | DNF | 10     |
| 12   | Henri Pescarolo      | 7    | DNF    | 3    | 6    | 8   | 5    | DNF | 6    | 14   | DNF  | 7    | 8    | 9   | 8      |
| 13   | Graham Hill          | 6    | 4      | 5    | DNF  | NC  | 10   | 6   | DNF  |      | WD   | NC   | DNF  | DNF | 7      |
| 14   | Bruce McLaren        | DNF  | 2      | DNF  |      |     |      |     |      |      |      |      |      |     | 6      |
| 15   | Reine Wisell         |      |        |      |      |     |      |     |      |      |      |      | 3    | NC  | 4      |
| 16   | Mario Andretti       | DNF  | 3      |      |      |     |      | DNF | DNF  | DNF  |      |      |      |     | 4      |
| 17   | Ignazio Giunti       |      |        |      | 4    |     | 14   |     |      | 7    | DNF  |      |      |     | 3      |
| 18   | John Surtees         | DNFS | DNF    | DNF  |      | 6   |      | DNF | 9    | DNF  | DNF  | 5    | DNF  | 8   | 3      |
| 19   | John Miles           | 5    | DNQ    | DNQ  | DNF  | 7   | 8    | DNF | DNF  | DNF  | WD   |      |      |     | 2      |
| 20   | Jackie Oliver        | DNF  | DNF    | DNF  | DNF  | DNF | DNF  | DNF | DNF  | 5    | DNF  | NC   | DNF  | 7   | 2      |
| 21   | Johnny Servoz-Gavin  | DNF  | 5      | DNQ  |      |     |      |     |      |      |      |      |      |     | 2      |
| 22   | François Cevert      |      |        |      |      | DNF | 11   | 7   | 7    | DNF  | 6    | 9    | DNF  | DNF | 1      |
| 23   | Peter Gethin         |      |        |      |      | DNF |      |     | DNF  | 10   | NC   | 6    | 14   | DNF | 1      |
| 24   | Dan Gurney           |      |        |      |      | DNF | 6    | DNF |      |      |      |      |      |     | 1      |
| 25   | Derek Bell           |      |        |      | DNF  |     |      |     |      |      |      |      | 6    |     | 1      |
| 26   | Jo Siffert           | 10   | DNQ    | 8    | 7    | DNF | DNF  | DNF | 8    | 9    | DNF  | DNF  | 9    | DNF | 0      |
| 27   | Ronnie Peterson      |      |        | 7    | NC   | 9   | DNF  | 9   | DNF  |      | DNF  | NC   | 11   |     | 0      |
| 28   | Andrea de Adamich    |      | DNQ    | DNQ  |      | DNQ | NC   | DNF | DNQ  | 12   | 8    | DNF  | DNQ  |     | 0      |
| 29   | John Love            | 8    |        |      |      |     |      |     |      |      |      |      |      |     | 0      |
| 30   | George Eaton         | DNF  | DNQ    | DNQ  |      | DNF | 12   | DNF |      | 11   | DNF  | 10   | DNF  |     | 0      |
| 31   | Peter de Klerk       | 11   |        |      |      |     |      |     |      |      |      |      |      |     | 0      |
| 32   | Dave Charlton        | 12   |        |      |      |     |      |     |      |      |      |      |      |     | 0      |
| —    | Piers Courage        | DNF  | DNS    | NC   | DNF  | DNF |      |     |      |      |      |      |      |     | 0      |
| —    | Tim Schenken         |      |        |      |      |     |      |     |      | DNF  | DNF  | NC   | DNF  |     | 0      |
| —    | Pete Lovely          |      |        |      |      | DNQ | DNQ  | NC  |      |      |      |      | DNQ  |     | 0      |
| —    | Silvio Moser         |      |        |      |      | DNQ | DNQ  |     | DNQ  | DNF  | DNQ  |      |      |     | 0      |
| —    | Jo Bonnier           |      |        |      |      |     |      |     |      |      | DNQ  |      | DNF  |     | 0      |
| —    | Gus Hutchison        |      |        |      |      |     |      |     |      |      |      |      | DNF  |     | 0      |
| —    | Alex Soler-Roig      |      | DNQ    |      |      |     | DNQ  |     |      |      |      |      |      |     | 0      |
| —    | Brian Redman         |      |        |      |      |     |      | DNQ |      |      |      |      |      |     | 0      |
| —    | Hubert Hahne         |      |        |      |      |     |      |     | DNQ  |      |      |      |      |     | 0      |
| —    | Nanni Galli          |      |        |      |      |     |      |     |      |      | DNQ  |      |      |     | 0      |
| —    | Peter Westbury       |      |        |      |      |     |      |     |      |      |      |      | DNQ  |     | 0      |
| Pos. | Coureur              | ZAF  | SPA    | MON  | BEL  | NED | FRA  | GBR | DUI  | OOS  | ITA  | CAN  | VST  | MEX | Punten |

| Resultaat                       |
| ------------------------------- |
| Winnaar                         |
| Tweede plaats                   |
| Derde plaats                    |
| Gefinisht (punten behaald)      |
| Gefinisht (geen punten behaald) |
| Niet geklasseerd (NC)           |
| Uitgevallen (DNF)               |
| Niet gekwalificeerd (DNQ)       |
| Gediskwalificeerd (DSQ)         |
| Niet gestart (DNS)              |
| Gewond (INJ)                    |
| Uitgesloten (EX)                |
| Teruggetrokken (WD)             |
| Niet deelgenomen (blanco cel)   |
| P Pole position                 |
| S Snelste ronde                 |

### Klassement bij de constructeurs
Alleen het beste resultaat per Grand Prix telt mee voor het kampioenschap.
De zes beste resultaten van de eerste zeven wedstrijden en de vijf beste resultaten van de zes laatste wedstrijden tellen mee voor de eindstand. Bij "Punten" staan getelde kampioenschapspunten gevolgd door de totaal behaalde punten tussen haakjes.
| Pos. | Constructeur       | ZAF | SPA    | MON | BEL  | NED | FRA | GBR | DUI  | OOS | ITA  | CAN  | VST  | MEX  | Punten  |
| ---- | ------------------ | --- | ------ | --- | ---- | --- | --- | --- | ---- | --- | ---- | ---- | ---- | ---- | ------- |
| 1    | Lotus-Ford         | 5   | 4      | 1S  | DNF  | 1P  | 1   | 1P  | 1    | 15P | WD   | NC   | 1    | NC   | 59      |
| 2    | Ferrari            | DNF | DNF    | DNF | 4    | 3S  | 14P | 4   | 2PS0 | 1S  | 1PS0 | 1PS0 | 4PS0 | 1PS0 | 52 (55) |
| 3    | March-Ford         | 3P  | 1      | 7P  | 2PS0 | 2   | 2   | 5   | 7    | 8   | 2    | 3    | 5    | 4    | 48      |
| 4    | Brabham-Ford       | 1S  | DNFPS0 | 2   | 5    | 11  | 3S  | 2S  | 5    | 3   | 5    | DNF  | 10   | DNF  | 35      |
| 5    | McLaren-Ford       | DNF | 2      | 4   |      | 6   | 4   | 3   | 3    | 10  | 4    | 6    | 7    | 3    | 35      |
| 6    | BRM                | 9   | DNF    | 6   | 1    | 10  | 12  | DNF | DNF  | 4   | DNF  | 4    | 2    | 6    | 23      |
| 7    | Matra              | 4   | DNF    | 3   | 3    | 5   | 5   | DNF | 6    | 5   | 3    | 7    | 8    | 5    | 23      |
| 8    | Surtees-Ford       |     |        |     |      |     |     | DNF | 9    | DNF | DNF  | 5    | 6    | 8    | 3       |
| 9    | McLaren-Alfa Romeo |     | DNQ    | DNQ |      | DNQ | NC  | DNF | DNQ  | 12  | 8    | DNF  | DNQ  |      | 0       |
| —    | De Tomaso-Ford     | DNF | DNS    | NC  | DNF  | DNF |     |     | DNQ  | DNF | DNF  | NC   | DNF  |      | 0       |
| —    | Tyrrell-Ford       |     |        |     |      |     |     |     |      |     |      | DNF  | DNF  | DNF  | 0       |
| —    | Bellasi-Ford       |     |        |     |      | DNQ | DNQ |     | DNQ  | DNF | DNQ  |      |      |      | 0       |
| Pos. | Constructeur       | ZAF | SPA    | MON | BEL  | NED | FRA | GBR | DUI  | OOS | ITA  | CAN  | VST  | MEX  | Punten  |

| Resultaat                       |
| ------------------------------- |
| Winnaar                         |
| Tweede plaats                   |
| Derde plaats                    |
| Gefinisht (punten behaald)      |
| Gefinisht (geen punten behaald) |
| Niet geklasseerd (NC)           |
| Uitgevallen (DNF)               |
| Niet gekwalificeerd (DNQ)       |
| Gediskwalificeerd (DSQ)         |
| Niet gestart (DNS)              |
| Gewond (INJ)                    |
| Uitgesloten (EX)                |
| Teruggetrokken (WD)             |
| Niet deelgenomen (blanco cel)   |
| P Pole position                 |
| S Snelste ronde                 |

1950 · 1951 · 1952 · 1953 · 1954 · 1955 · 1956 · 1957 · 1958 · 1959 · 1960 · 1961 · 1962 · 1963 · 1964 · 1965 · 1966 · 1967 · 1968 · 1969 · 1970 · 1971 · 1972 · 1973 · 1974 · 1975 · 1976 · 1977 · 1978 · 1979 · 1980 · 1981 · 1982 · 1983 · 1984 · 1985 · 1986 · 1987 · 1988 · 1989 · 1990 · 1991 · 1992 · 1993 · 1994 · 1995 · 1996 · 1997 · 1998 · 1999 · 2000 · 2001 · 2002 · 2003 · 2004 · 2005 · 2006 · 2007 · 2008 · 2009 · 2010 · 2011 · 2012 · 2013 · 2014 · 2015 · 2016 · 2017 · 2018 · 2019 · 2020 · 2021 · 2022 · 2023 · 2024 · 2025 · 2026 
 Lijst van Formule 1 Grand Prix-wedstrijden